# Shocker (personaggio)
Shocker, il cui vero nome è Herman Schultz, è un personaggio dei fumetti, creato da Stan Lee (testi) e John Romita Sr. (disegni) nel 1967, pubblicato dalla Marvel Comics. La sua apparizione avviene in The Amazing Spider-Man (prima serie) n. 46 (marzo 1967).
È un supercriminale, di solito avversario dell'Uomo Ragno, con il quale si è scontrato più volte.
Herman Schultz, un ingegnere autodidatta, ha iniziato come scassinatore di basso livello, prima di usare le sue abilità per costruire un paio di guanti in grado di produrre onde d'urto, il che ha facilitato la sua linea di lavoro. Poi incorporò questi guanti in un costume speciale e divenne Shocker, scalando rapidamente i ranghi della malavita di New York e venendo impiegato da vari signori del crimine. A differenza della maggior parte dei cattivi di Spider-Man, che cercano il potere, la vendetta contro l'eroe o creare il caos, Shocker è interessato a guadagnarsi da vivere con la sua carriera criminale e danneggia solo coloro che si mettono sulla sua strada. Per questo motivo è tra gli avversari meno psicotici, ambiziosi e rispettati di Spider-Man.
IGN lo ha classificato come il 23° più grande nemico di Spider-Man.

## Biografia del personaggio
Herman Schultz è nato a New York City. Abbandonò il liceo nonostante avesse un talento brillante, sia come inventore che come ingegnere. Invece di usare questi talenti per ottenere una legittima occupazione, è diventato un ladro e uno scassinatore, sebbene di scarso successo.
Dopo essere stato finalmente catturato e incarcerato per i suoi crimini, ha perfezionato un paio di guanti progettati per sparare getti d'aria, vibrando ad alta frequenza. Schultz utilizza i suoi guanti per fuggire e decide di cucirsi un costume, diventando il supercriminale noto come "Shocker". Sconfigge Spider-Man nel loro primo scontro (Spider-Man era in svantaggio a causa di una brutta distorsione al braccio sinistro da una precedente battaglia con Lizard). Durante una rapina in banca, Spider-man riesce a scoprire il suo punto debole (bloccare i pollici di Schultz con la ragnatela, per impedirgli di premere i grilletti dei guanti) per poi metterlo fuori combattimento. Successivamente Shocker si scontra più volte con lui, unendosi anche ai Sinistri Dodici. È stato anche uno dei criminali potenziati dai latveriani durante la Guerra Segreta ma è stato sempre battuto.

### Civil War
Durante la guerra civile, Shocker si unisce ad una nuova formazione dei Sinistri Sei, ma viene sconfitto dai Vendicatori Segreti di Capitan America. Successivamente, ha fatto parte del sindacato del crimine di Hood, e quindi, durante l?origine della Specie, del gruppo di supercriminali assunti dal Dottor Octopus.

### Spider-Island
Durante Spider-Island, si ritrova con sei braccia, ed è costretto a chiedere l'aiuto dell'Uomo Ragno per trovare il Pensatore Pazzo, credendo che possa guarirlo. Più tardi, risolto il problema, si unisce ai Superiori Nemici di Spider-Man, guidati da Boomerang.

## Poteri e abilità
Shocker indossa un paio di guanti da lui progettati con unità vibro-shock che, quando attivate da un grilletto a pompa, possono proiettare un'esplosione concentrata di aria compressa che vibra a una frequenza intensa. Questo crea una serie di getti d'aria ad alta pressione in rapida successione che si traducono in una serie di potenti impatti. Ciò consente a Shocker di lanciare efficacemente pugni vibrazionali a lungo raggio a distanza, creando vibrazioni distruttive che possono sgretolare il cemento solido e causare ingenti danni al corpo umano e ai suoi organi interni, nonché lanciare onde d'urto che fanno vibrare la struttura di qualcosa in ordine per indebolirlo o distruggerlo. Un'abilità meno nota dei guanti consente a Shocker di fare incredibili balzi, dirigendo i getti d'aria verso il terreno di fronte a lui. Tenere premuto il pollice per un lungo periodo di tempo aumenta l'intensità, la velocità e persino la diffusione dei getti d'aria. I congegni vibranti possono aggiungere potenza al suo pugno tramite una vibrazione a martello pneumatico, rendendo i suoi colpi una dozzina di volte più potenti del normale.
Il feedback dei guanti di Shocker è estremamente intenso (il test iniziale lo aveva quasi ucciso). Per proteggersi da questo, ha sviluppato un costume protettivo costituito in gran parte da toppe trapuntate gialle progettate per assorbire lo shock. Il suo costume è realizzato in tessuto sintetico foderato in schiuma e gommapiuma che assorbe tutte le vibrazioni e stabilisce uno scudo vibrazionale che devia i colpi normali e gli permette di scivolare da qualsiasi presa, proteggendo il suo corpo, e comprende una batteria installata nella cintura che gli assicura una alimentazione elettrica permanente. L'aspetto del costume è stato fonte di scherno da parte di Spider-Man e di altri personaggi. Nonostante non abbia superpoteri, la sua tuta vibrante e i suoi guanti gli permettono di scambiare colpi con personaggi del calibro di Spider-Man.
Herman Schultz ha un alto intelletto ed è un inventore e ingegnere elettrico dotato e apparentemente autodidatta, che ha costruito i suoi guanti vibro-shock nel laboratorio di una prigione. Nonostante sia solito servirsi della sua attrezzatura per affrontare gli avversari, Shocker è un ladro esperto nel furto con scasso, ed è anche un ottimo combattente a mani nude e con le armi, anche se è ben lontano dal raggiunge i livelli dei più esperti in materia, come Taskmaster.

## Personalità
Mentre la maggior parte dei cattivi di Spider-Man di solito passa dai loro obiettivi originali a una vendetta contro Spider-Man, Shocker è ancora in gran parte preoccupato di guadagnarsi da vivere e proteggere la sua reputazione. In quanto tale, il personaggio è solitamente ritratto con un comportamento più professionale rispetto alla maggior parte dei suoi colleghi maniacali.
Shocker ha una personalità particolarmente razionale tra i nemici di Spider-Man. Ha spesso dimostrato di riconoscere i propri limiti in un universo di individui con superpoteri. Una volta è stato colpito da ansia cronica e paranoia derivanti dalle sue paure di essere preso di mira dagli antieroi Scourge e Punisher (sorprendentemente, è sopravvissuto agli incontri con entrambi). Mentre collaborava con Trapster, afferma che si dedica alla psicoterapia.
Nelle storie recenti ("Venomous" e "Senseless Violence"), Shocker ha rivelato di essere estremamente frustrato dal suo posto nella vita, non volendo essere conosciuto come un sacco da boxe per supereroi come Spider-Man. Tenta senza successo di acquistare il simbionte Venom a un'asta per ottenere un po' di rispetto. Quando collabora temporaneamente con Hydro-Man, rimprovera il suggerimento di Morrie di uccidere Spider-Man, essendo molto più interessato a iniziative finanziariamente più redditizie e cercando di ricostruire una reputazione professionale.

## Altre versioni

### Ultimate
Esiste anche la sua versione dell'universo Ultimate Marvel, dove presenta un costume diverso. In questo caso, Hermann Schulz è un trentatreenne tedesco molto più debole della sua controparte originale, tanto da venire sconfitto facilmente in numerose occasioni. In compenso, in un caso è riuscito a smascherare l'Uomo Ragno, prima di venire fermato dalla polizia.

## Altri media

### Cinema

#### Marvel Cinematic Universe
Nel sedicesimo capitolo cinematografico del Marvel Cinematic Universe Spider-Man: Homecoming (2017) sono presenti due personaggi che usano il nome Shocker: Herman Schultz (antagonista secondario del film), interpretato da Bokeem Woodbine, e un altro personaggio, di nome Jackson "Montana" Brice (vero nome di un membro dei Duri), interpretato da Logan Marshall-Green. Entrambi i personaggi sono alleati dell'Avvoltoio e utilizzano delle versioni modificate dei guanti di Crossbones da Captain America: Civil War (2016). Inizialmente è Brice ad usare i guanti, e ne approfitta per darsi delle arie coniandosi il soprannome Shocker, con la disapprovazione del complice Schultz e del loro capo, Adrian Toomes. Vengono attaccati da Spider-Man per colpa della poca prudenza di Brice, che verrà ucciso accidentalmente da Toomes dopo essere stato licenziato. Il ruolo di Shocker passerà quindi a Schultz, che inizialmente insicuro si troverà presto a proprio agio nel ruolo. Successivamente proverà a fermare Peter dopo che questi esce dal ballo della scuola, ma viene sconfitto dall'eroe grazie all'aiuto del suo amico Ned Leeds. Entrambi gli Shocker non indossano nessun costume pittoresco e nessuna maschera, ma un giubbotto con le maniche gialle e cuciture a losanga che citano il costume classico del personaggio dei fumetti.

#### Animazione
Shocker compare in un cameo in Spider-Man: Across the Spider-Verse.

#### Progetti non realizzati
Dei concept art di Jeffrey Henderson pubblicati a giugno 2016 e le dichiarazioni dell'illustratore stesso confermano che nel mai realizzato Spider-Man 4 era previsto un montaggio che includeva numerosi "villain di serie C o D che non avrebbero mai usato come antagonisti principali. Mysterio interpretato da Bruce Campbell, Shocker, Prowler, Rhino e Stilt-Man".

### Televisione
- Shocker appare in L'Uomo Ragno e i suoi fantastici amici.
- Shocker appare in Spider-Man - L'Uomo Ragno con il suo classico costume giallo, ma il suo potere consiste nel lanciare raggi elettrici e, insieme a Rhino, è al servizio del Kingpin. Entrambi vengono sconfitti facilmente facendosi ridicolizzare dall'Uomo Ragno mentre indossava il simbionte. A loro volta vengono sconfitti facilmente da Venom (contemporaneamente stavolta). Successivamente formò i Sinistri Sei insieme al Dottor Octopus, a Rhino, a Scorpion, al Camaleonte e a Mysterio. Dopo i Sinistri Sei si riformarono, ma al posto del defunto Mysterio ci fu l'Avvoltoio. In tutti e due i casi i Sinistri Sei sono stati creati da Kingpin.
- Viene introdotto come supercriminale anche nella serie animata The Spectacular Spider-Man, ma qui sotto la maschera si trova Montana, un membro degli Enforcers. Anche qui formò varie volte i Sinistri Sei.
- Shocker appare in Ultimate Spider-Man.
- Shocker appare in Spider-Man.
- Shocker appare nel primo episodio di X-Men: Le avventure di Starboy. Viene incontrato da Dodi mentre cerca un rifugio per riposare; il criminale tenta di catturarlo, ma viene fermato dal mutante Gambit, che combatte contro di lui, morendo nello scontro. Dodi, per vendicarlo, butta giù da un palazzo Shocker, uccidendolo. Non è chiaro se in questa versione fosse stato un avversario di Spider-Man o meno.

### Videogiochi
- Shocker appare in Spider-Man 2: Enter Electro.
- Shocker appare in Spider-Man; tramite alcuni codici segreti è possibile utilizzarlo come personaggio giocabile, con le stesse abilità di Spider-Man.
- Shocker appare in Spider-Man 2.
- Shocker appare in Ultimate Spider-Man.
- Shocker appare in Marvel: La Grande Alleanza dove combatte in coppia con Rhino.
- Shocker appare in Spider-Man: il regno delle ombre (versioni PS2 e PSP).
- Shocker appare in Marvel: La Grande Alleanza 2.
- Shocker appare in Spider-Man: Toxic City.
- Shocker appare in Spider-Man: Edge of Time.
- Shocker appare in Marvel: Avengers Alliance.
- Shocker appare in Marvel Heroes.
- Shocker appare come personaggio giocabile in LEGO Marvel Super Heroes.
- Shocker appare in The Amazing Spider-Man 2.
- Shocker appare come personaggio giocabile in Marvel: Sfida dei Campioni.
- Shocker appare come personaggio giocabile in LEGO Marvel Super Heroes 2.
- Shocker appare in Marvel Strike Force.
- Shocker appare in Spider-Man.
- Shocker appare in Spider-Man 2.